# Gotthelf Ehrenfried Richter
Gotthelf Ehrenfried Richter (* 8. Dezember 1759 in Festenberg, Fürstentum Oels; † 18. Februar 1826 in Glogau, Landkreis Glogau, Provinz Schlesien) war ein preußischer Gutsbesitzer.

## Leben
Gotthelf Ehrenfried Richter war der dritte Sohn eines Tuchscherers; die Tuchmacherei war der wichtigste Erwerbszweig Festenbergs. Er war verheiratet und hatte drei Söhne sowie drei Töchter. Nach dem Besuch der Stadtschule in Festenberg wurde er Schreiber beim Kriegs- und Steuerrat des Namslauer Kreises und bildete sich autodidaktisch weiter.
Durch eine Empfehlung erhielt er die Stelle eines Wirtschaftsschreibers auf dem Rittergut Jacobien bei Brieg im Landkreis Brieg; in dieser Stellung erfolgte seine Ernennung zum Amtmann. Später kam er nach Druse (seit 1945 polnisch Drożyna) auf das Gut der Familie Stosch.
1809 pachtete er die Güter Stroppen und Konradswaldau im Trebnitzer Kreis. Kurz darauf erwarb er ein Vorwerk bei Liegnitz. Nach dessen Verkauf erwarb er am 10. März 1819 das Rittergut Kniegnitz im Landkreis Lüben. 
Gotthelf Ehrenfried Richter verstarb während eines Besuchs in Glogau. Zuletzt war er königlich preußischer Oberamtmann.